# Шоуто на Катрин Тейт
Шоуто на Катрин Тейт е британска скеч-комедия създадена от Катрин Тейт и Ашлин Дита. Тейт играе във всевъзможни роли във всички скечове без един. Шоуто на Катрин Тейт се излъчва по BBC Two в Обединеното кралство, както и някои други държави чрез BBC. Шоуто е номинирано за шест BAFTA награди, две British Comedy награди и Еми награда, като е спечелило две Royal Television Society награди, две British Comedy награди и една National Television награда след дебюта си през 2004 година.

## История
Първият сезон на шоуто, което се състои от шест епизода, се излъчи от 16 февруари до 22 март 2004. Издадено е DVD през август 2005.
Втори сезон се излъчи от 21 юли до 25 август 2005, както и спеациален 40-минутен Коледен епизод на 20 декември 2005 г. DVD-то на втория сезон излиза през октомври следващата година.
Третият сезон на шоуто бе излъчен от 14 октомври до 25 ноември 2006. Имаше спекулации, че това ще бъде последният сезон, но Тейт обясни в интервю в This Morning, че никога не е казвала подобно нещо и би искала поне да направи и няколко специални епизода в бъдеще.
Тейт засне Коледния специален епизод, който се излъчи на 25 декември 2007. Хората, които са го гледали са надброявали 6 милиона. Тейт обяви, че няма да има повече специални епизоди, но на 25 декември 2009 бе излъчен друг Коледен епизод.

## Главни герои
Това е списък с кратко описание само на най-добре познатите герои:
- Джоани 'Баба' Тейлър – баба, която постоянно псува и критикува хората, особено когато не са в присъствие, дори и внука си. Често използва фразите "What a fuckin' liberty!" и "What a load of ol' shit!".
- Пол и Сам – двойка играни от Катрин Тейт и Лий Рос. Сам се прибира вкъщи от работа с „изумителни“ истории от работния ден, а Пол слуша с удивление историите и заедно с жена си се вълнува на тривиалните неща и избухват в смях. Фразите, които използват често са "What am I like, What are you like" и "I dunno".
- Лорън Купър – заядлива и мързелива тийнейджърка, която се измъква от неловки ситуации като повтаря фразата "Am I bovvered?" или "Look at my face, is my face bovvered? Face? Bovvered?". През 2006 тази фраза става Дума на годината (англ. Word of the Year) и влиза в Оксфордския речник.
- Кейт и Елен – две офис работнички, които седят една до друга. Докато Елен иска да си върши работата, често е прекъсвана от Кейт, която я кара да познава отговорите на въпроси и когато Елен отговаря грешно Кейт се ядосва, но често ги познава и тогава Тейт казва „...да“, обижда я и се връща към работата си.
- Бърни – вулгарна медицинска сестра със заразително сумтене, която работи в болница и никога не се срамува да си каже всичко, което мисли, а също така и да говори за личните си проблеми или чувства на всекиго, най-вече на докторите от мъжки пол.